# Crocallis prosapiaria
Crocallis prosapiaria là một loài bướm đêm trong họ Geometridae.